# 앤서니 브라운
앤서니 에드워드 튜더 브라운(영어: Anthony Edward Tudor Browne, CBE, 1946년 9월 11일 ~ )은 영국의 동화작가이자 일러스트레이터이다.

## 생애
1946년 9월 11일 영국 요크셔의 셰필드에서 태어나 핼리팩스에서 자랐다. 어린 시절 운동을 하거나 혼자 그림을 그리며 자랐는데, 예술에 관심이 많은 아버지의 영향을 받아 어릴 때부터 그림을 그렸다. 지역의 그래머 스쿨을 거쳐 리즈 예술대학(Leeds College of Art, 현 Leeds Arts University)에 입학해 그래픽 디자인을 공부했다. 그의 가족들은 미술을 공부하는 그를 이해하지 못했는데 대학을 졸업할 즈음 아버지의 죽음은 그에게 충격을 주게 된다. 리즈 예술학교를 졸업한 뒤 3년 동안 맨체스터 왕립병원에서 의학 전문화가로 일했는데, 이때의 경험은 그림책에 세밀한 사실 표현을 하는 데 도움을 주었고 그림책에 색다른 장면을 그리게 되는 계기가 되었다. 이후 리즈 예술학교에서 파트 타임으로 학생들을 가르쳤다. 후에 15년간 고든 프레이저(Gordon Fraser) 갤러리에서 연하장을 디자인했고 연하장을 디자인 하면서 다양한 스타일과 주제를 경험했으며 그의 그림의 특징이라고 할 수 있는 수채물감을 사용한 세밀화 기법을 연마했다. 15년간 카드 디자이너로 일하다가, 친구와 회사 동료의 권유를 받고 어린이 그림책에 그림을 그리게 된다. 1976년 해밀턴 출판사에서 낸 《거울속으로: Through the Magic Mirror》가 작가 그리고 일러스트레이터로서의 첫 번째 책이다. 이후 1983년 그가 직접 쓰고 그린 《고릴라: Gorilla》와 1992년 《동물원: zoo》으로 두 차례 영국의 권위 있는 그림책 상인 ‘케이트 그린어웨이 메달’을 받았고, 2000년 그림책 작가로서는 최고의 영예인 한스 크리스티안 안데르센 상을 수상했다.

### 약력
- 1946년 9월 11일 영국 요크셔 셰필드 출생
- 리즈 예술대학(Leeds Colledge of Art) 그래픽 디자인 전공
- 맨체스터 왕립병원(Manchester Royal Infirmary) 의학 전문화가 재직
- 리즈 예술대학 파트타임 강사
- 고든 프레이저(Gordon Fraser) 갤러리 카드 디자이너 활동
- 그림책 《Through the Magic Mirror》작품 데뷔 (1976년)
- 그림책 《고릴라》 케이트 그린어웨이 메달 수상 (1983년)
- 그림책 《고릴라》 커트 매쉴러 상 수상 (1983년)
- 그림책 《동물원》 케이트 그린어웨이 메달 수상 (1992년)
- 한스 크리스티안 안데르센 상 일러스트 부문 수상 (2000년)
- 킹스턴 대학교(Kingston University London) 명예 박사학위 (2005년)
- 영국 도서관 협회와 북트러스트에서 주관하는 영국 대표 어린이책 작가에 선정 (2009년)
- 대한민국 문화관광부 추천 도서 2년 연속 선정

## 작품

### 글과 그림에 참여한 작품
앤서니 브라운이 직접 쓰고 그린 
- (1977년) 《우리 친구 하자》 원제: Walk in the Park
- (1979년) 《사냥꾼을 만난 꼬마곰》 원제: Bear Hunt
- (1982년) 《시내로 나간 꼬마곰》 원제: Bears go to town
- (1983년) 《고릴라》 원제: GORILLA
- (1985년) 《겁쟁이 윌리》 원제: Willy the Wimp
- (1985년) 《윌리와 악당 벌렁코》 원제: Willy the Champ
- (1986년) 《돼지책》 원제: Piggy Book
- (1988년) 《마술 연필을 가진 꼬마곰》 원제: Bear's Magic Pencil
- (1988년) 《나는 책이 좋아요》 원제: I Like Books
- (1989년) 《내가 좋아하는 것》 원제: Things I Like
- (1989년) 《마술 연필을 가진 꼬마곰의 모험》 원제: A Bear-y tale
- (1990년) 《터널》 원제: The Tunnel
- (1990년) 《달라질거야》 원제: Changes
- (1991년) 《윌리와 휴》 원제: Willy And Hugh
- (1992년) 《동물원》 원제: Zoo
- (1993년) 《아기가 된 아빠》 원제: Big baby: a little joke
- (1994년) 《킹콩》 원제: Anthony Browne's King Kong
- (1995년) 《축구선수 윌리》 원제: Willy the Wizard
- (1996년) 《너도 갖고 싶니?》 원제:  Look What I've Got!
- (1997년) 《꿈꾸는 윌리》 원제: Willy the Dreamer
- (1998년) 《공원에서 일어난 이야기》 원제: Voices in the Park
- (2000년) 《미술관에 간 윌리》 원제: Willy's Pictures
- (2001년) 《우리 아빠가 최고야》 원제: My Dad
- (2002년) 《이상한 놀이 공원(팝업북)》 원제: The Animal Fair
- (2003년) 《앤서니 브라운의 행복한 미술관》 원제: The Shape Game
- (2004년) 《숲 속으로》 원제: Into the Forest
- (2005년) 《우리 엄마》 원제: My Mum
- (2006년) 《겁쟁이 빌리》 원제: Silly Billy
- (2007년) 《우리 형》 원제: My Brother
- (2008년) 《우리는 친구》 원제: LITTLE BEAUTY
- (2009년) 《너와 나》 원제: Me and You
- (2011년) 《기분을 말해 봐!》 원제: How Do You Feel?
- (2012년) 《고릴라 가족》 원제: One Gorilla
- (2013년) 《어떡하지》 원제: What If...?

### 그림에 참여한 작품
앤서니 브라운이 일러스트레이터로 그림만 참여한 작품 목록.
- (1984년) 《특별한 손님: The visitors Who come to stay》 앤서니 브라운 그림, 애널레나 매커피 지음
- (1985년) 《똑똑 누구세요?: Knock Knock Who's There?》 앤서니 브라운 그림, Sally Grindley지음
- (1988년) 《앤서니 브라운이 그린 이상한 나라의 앨리스: Alice in wonderland》 앤서니 브라운 그림, 루이스 캐럴 지음
- (1988년) 《커스티는 다 알아: Kirsty Knows best》 앤서니 브라운 그림, 애널레나 매커피 지음
- (1991년) 《잘가, 나의 비밀친구: The Night Shimmy》 앤서니 브라운 그림, 그웬 스트라우스 지음
- (1994년) 《피터의 기묘한 몽상: The Daydreamer》 앤서니 브라운 그림, 이언 매큐언 지음
- (2000년) 《앤서니 브라운이 그린 헨젤과 그레텔: Hansel and Gretel》 앤서니 브라운 그림, 그림 형제 지음
- (2006년) 《Ramon Preocupon》 앤서니 브라운 그림, Trea Mlawer 지음
- (2011년) 《앤서니 브라운 나의 상상 미술관: Playing the Shape Game》 앤서니 브라운 그림, 조 브라운 지음
- (2013년) 《꼬마곰과 프리다》 앤서니 브라운 그림, 한나 바르톨린 지음

### 시리즈
앤서니 브라운 작품 중 Willy 시리즈가 있다. willy 시리즈의 주인공 willy(윌리)는 소심하고, 걱정이 많고, 나약하지만 착하고, 따뜻하고, 사랑많은 캐릭터로 그려진다.

앤서니 브라운은 윌리를 통해 조금은 친구들로부터 소외되어 있는 아이들을 긍정적으로 볼 수 있게 하며 사회의 약자에 대한 배려를 보여주는 이야기를 그려낸다.

'willy 시리즈'는 총 6권으로 구성되어 있다.
- (1985년) 《겁쟁이 윌리》 원제: Willy the Wimp
- (1985년) 《윌리와 악당 벌렁코》 원제: Willy the Champ
- (1991년) 《윌리와 휴》 원제: Willy And Hugh
- (1995년) 《축구선수 윌리》 원제: Willy the Wizard
- (2000년) 《미술관에 간 윌리》 원제: Willy's Pictures
- (1997년) 《꿈꾸는 윌리》 원제: Willy the Dreamer

## 작품의 특징
앤서니 브라운의 작품은 완벽한 구성, 간결한 글, 유연하고 정밀한 그림, 기발한 상상력을 담은 그림책으로 어린이뿐만 아니라 어른들에게도 세상의 권위와 편견에 대해 생각해 볼 수 있는 기회를 준다. 일러스트레이터로 경력을 탄탄히 다진 뒤 그림책 작가로 데뷔한 앤서니 브라운은 작품에 대한 주제의식과 어린이들의 눈높이에 대해 고민했다. 그의 작품 세계는 1983년에 발표한 <고릴라>를 기준으로 달라지는데, 어린이의 눈높이보다 동시대를 살고 있는 사람들이 공감할 수 있는 그림책을 만들기 위해 노력했다. 그의 작품 중 많은 작품들이 사실주의와 초현실주의가 서로 겨뤄지는데 결말은 행복한 결말으로 맺음으로써 바람직한 변화의 방향과 낙관주의를 담고 있다. 앤서니 브라운은 초현실주의 화가 달리와 마그리트의 영향을 받아 사진처럼 현실감 있는 그림을 인공적인 색상, 현실에 맞지 않는 행동과 배경을 적극 사용하며 인간의 상상 속에서만 가능한 비합리적인 세계를 그려낸다. 대학 졸업 후 3년 정도 맨체스터 로열 병원에서 의학전문화가로 사실적이고 세밀하게 그림을 그려야 했던 경험은 작가의 대표적인 특징이 되며 이러한 초현실주의적이고 사실적인 그림들은 작가가 원하는 등장인물들의 내면의 세계를 표현 하는데 있어 훌륭한 도구가 되게 된다. 이러한 초현실주의의 그림은 어린이가 이해하기에는 난해하고 어려운 그림이라는 많은 비평도 받아 왔지만 2000년 앤서니 브라운이 한스 크리스티안 안데르센 상을 수상하며 작가의 그림책의 가치를 인정받게 된다. 앤서니 브라운의 작품 중에는 고릴라가 많이 등장하는데 이는 자신의 아버지에게 영감을 얻어서 그리게 되었다고 한다. 앤서니 브라운은 아이와 그림책을 볼 때 가장 중요한 것은 그림책을 자세히 보는 것이라고 말한다. 그림책에 숨어 있는 많은 이야기를 찾아내고 아이와 하는 상호작용, 그림 속의 인물 기분은 어떤지, 어떤 일이 일어나고 있는지 그림 속엔 어떤 재미있는 상징들이 있는지를 함께 살펴보는 것이 중요하다. 또한 그림뿐만이 아니라 글과 그림을 함께 보는 것이 상당히 중요한데 비록 간결한 글이지만 글에서 표현 못한 부분을 그림이, 그림이 표현 못하는 부분을 글이 도와주며 때로는 글과 그림을 다르게 표현하는 아이러니 기법으로 글과 그림이라는 다른 두 개의 매체를 함께 보는 즐거움을 더해준다.

## 상훈
- (1983년) 케이트 그린어웨이 메달 수상(《고릴라》)
- (1983년) 커트 매쉴러 상 수상(《고릴라》)
- (1992년) 케이트 그린어웨이 메달 수상(《동물원》)
- (2000년) 한스 크리스티안 안데르센 상 일러스트 부문 수상
- (2021년) 3등급 대영제국 훈장(CBE) 수훈[1]